# Sauro Donati
Sauro Donati, född 27 februari 1959, är en italiensk amatörastronom.
Minor Planet Center listar honom som S. Donati och som upptäckare av 22 asteroider. Han har även upptäckt 24 supernovor.
Asteroiden 69977 Saurodonati är uppkallad efter honom.

## Lista över upptäckta mindre planeter och asteroider
| 15497 Lucca           | 23 februari 1999 |
| 21891 Andreabocelli   | 1 november 1999  |
| 22903 Georgeclooney   | 14 oktober 1999  |
| 27184 Ciabattari      | 8 februari 1999  |
| (33360) 1999 AK25     | 15 januari 1999  |
| (38247) 1999 QE       | 18 augusti 1999  |
| (40254) 1999 BB26 [A] | 21 januari 1999  |
| (44716) 1999 TG6      | 3 oktober 1999   |
| 49469 Emilianomazzoni | 15 januari 1999  |
| (66938) 1999 WM8      | 29 november 1999 |
| 79900 Coreglia        | 21 januari 1999  |
| (96764) 1999 RY32     | 9 september 1999 |

| (96879) 1999 TG16                         | 11 oktober 1999  |
| 103966 Luni                               | 28 februari 2000 |
| (122632) 2000 RW78                        | 5 september 2000 |
| (129743) 1999 CF82                        | 15 februari 1999 |
| (137063) 1998 WK1                         | 16 november 1998 |
| (160604) 1999 TD11                        | 8 oktober 1999   |
| (171551) 1999 TK7                         | 7 oktober 1999   |
| (192923) 1999 YY14                        | 30 december 1999 |
| (251937) 1999 WN8                         | 29 november 1999 |
| Upptäckt tillsammans med: A M. Santangelo |                  |